# Гоф-ван-Твенте
Гоф-ван-Твенте (нід. Hof van Twente, нід. вимова: [ˈɦɔfɑn ˈtʋɛntə] ( прослухати)) — муніципалітет у Нідерландах, у провінції Оверейсел.
Утворений 1 січня 2001 року шляхом об'єднання колишніх муніципалітетів Діпенейм, Гор, Маркело, Амбт-Делден та Стад-Делден.

## Населені пункти муніципалітету
Міста
- Гор
- Делден
- Діпенгейм

Села
- Бентело
- Генгевелде
- Маркело

Селища
- Азело
- Ахтергук
- Марквелде

## Топографія
Нідерландська топографічна карта муніципалітету Гоф-ван-Твенте, червень 2015 року

## Галерея

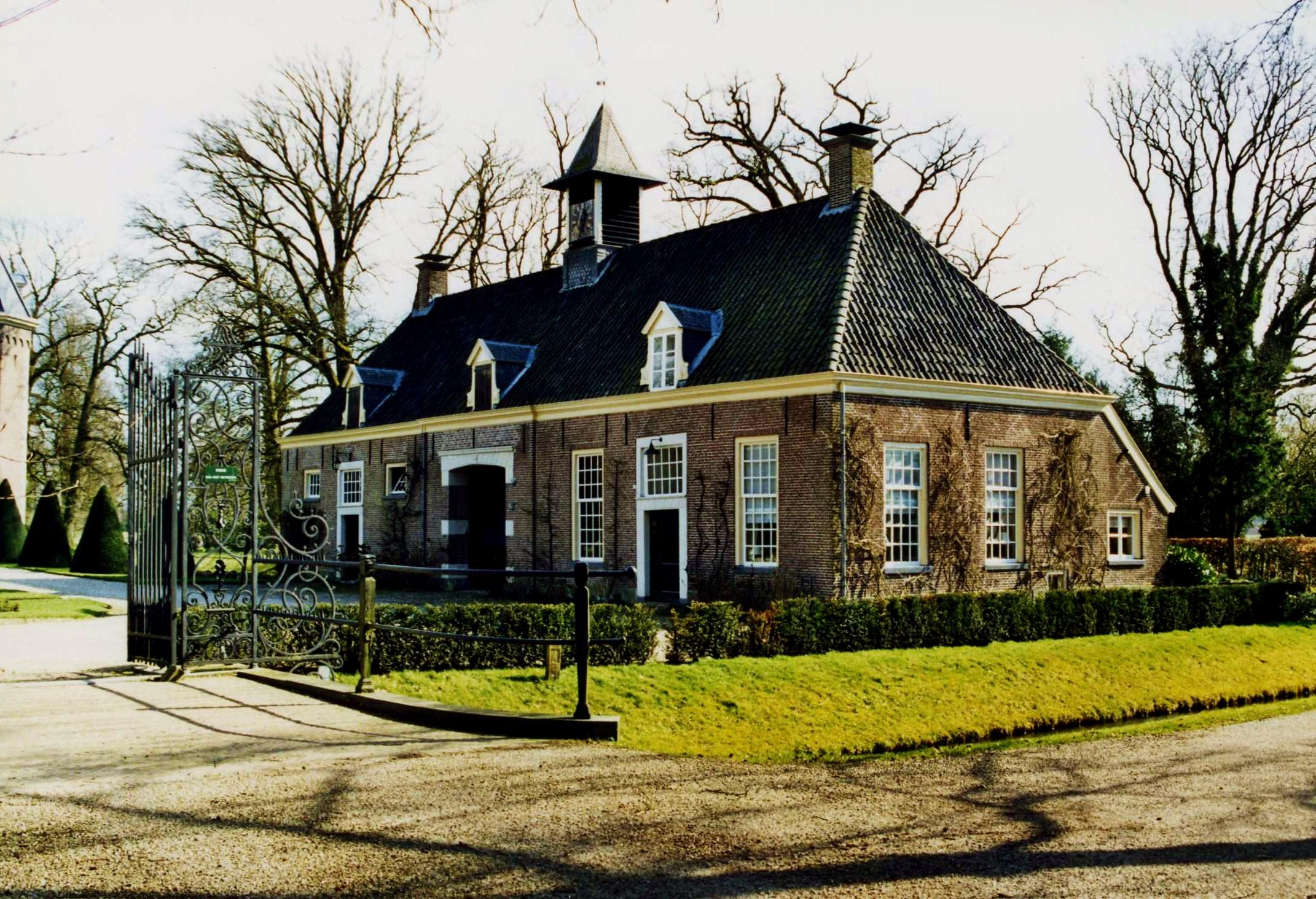
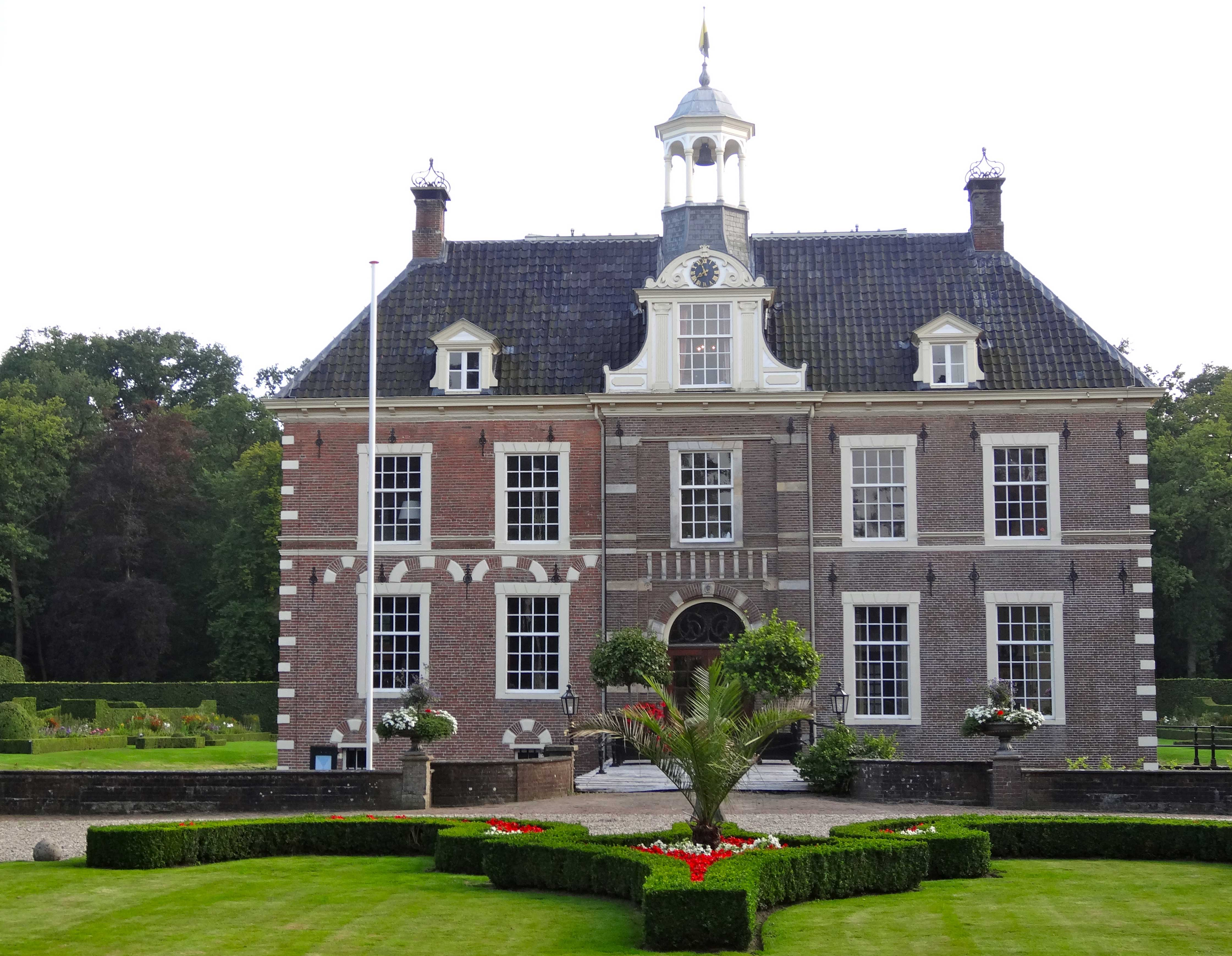
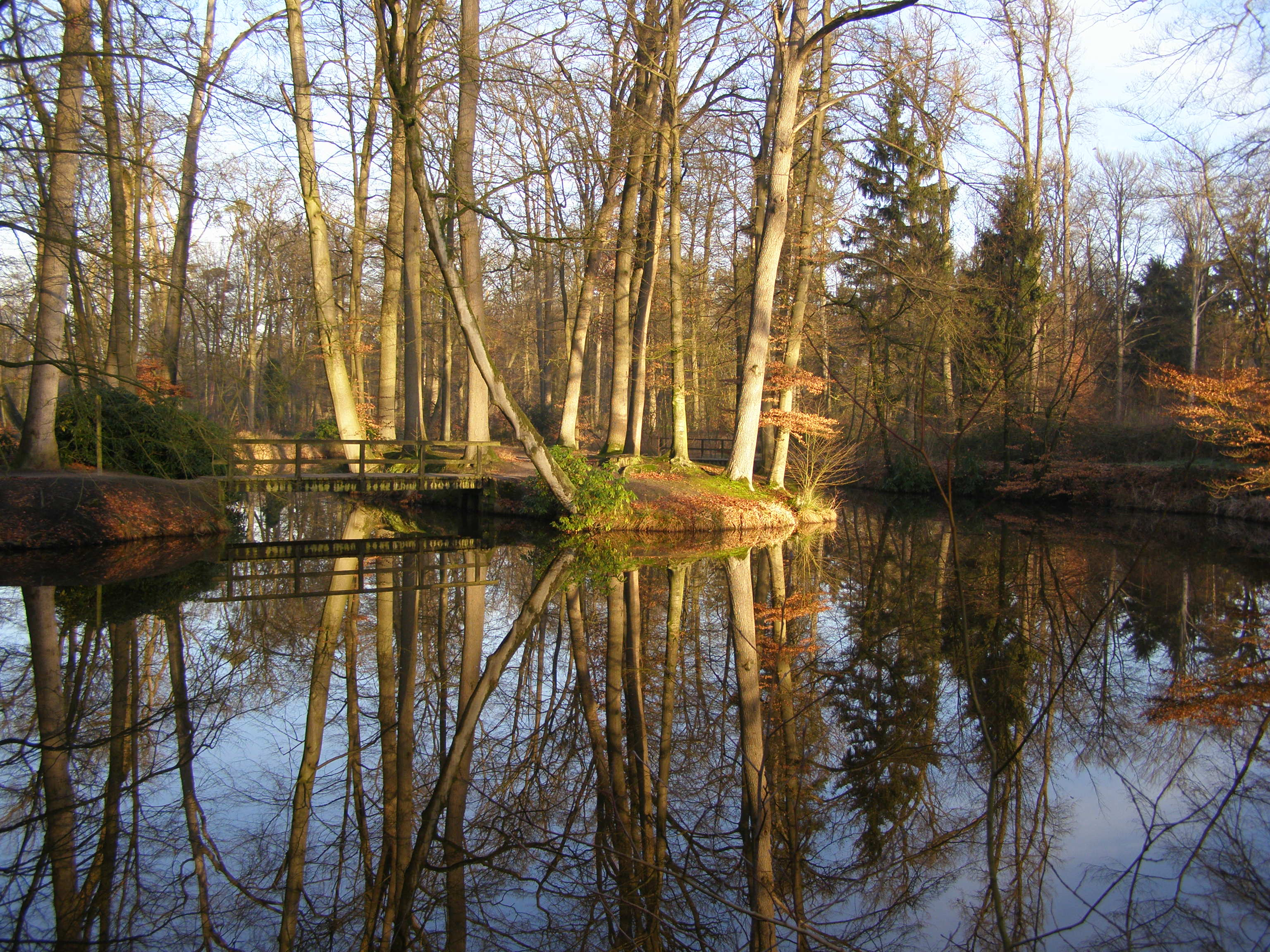
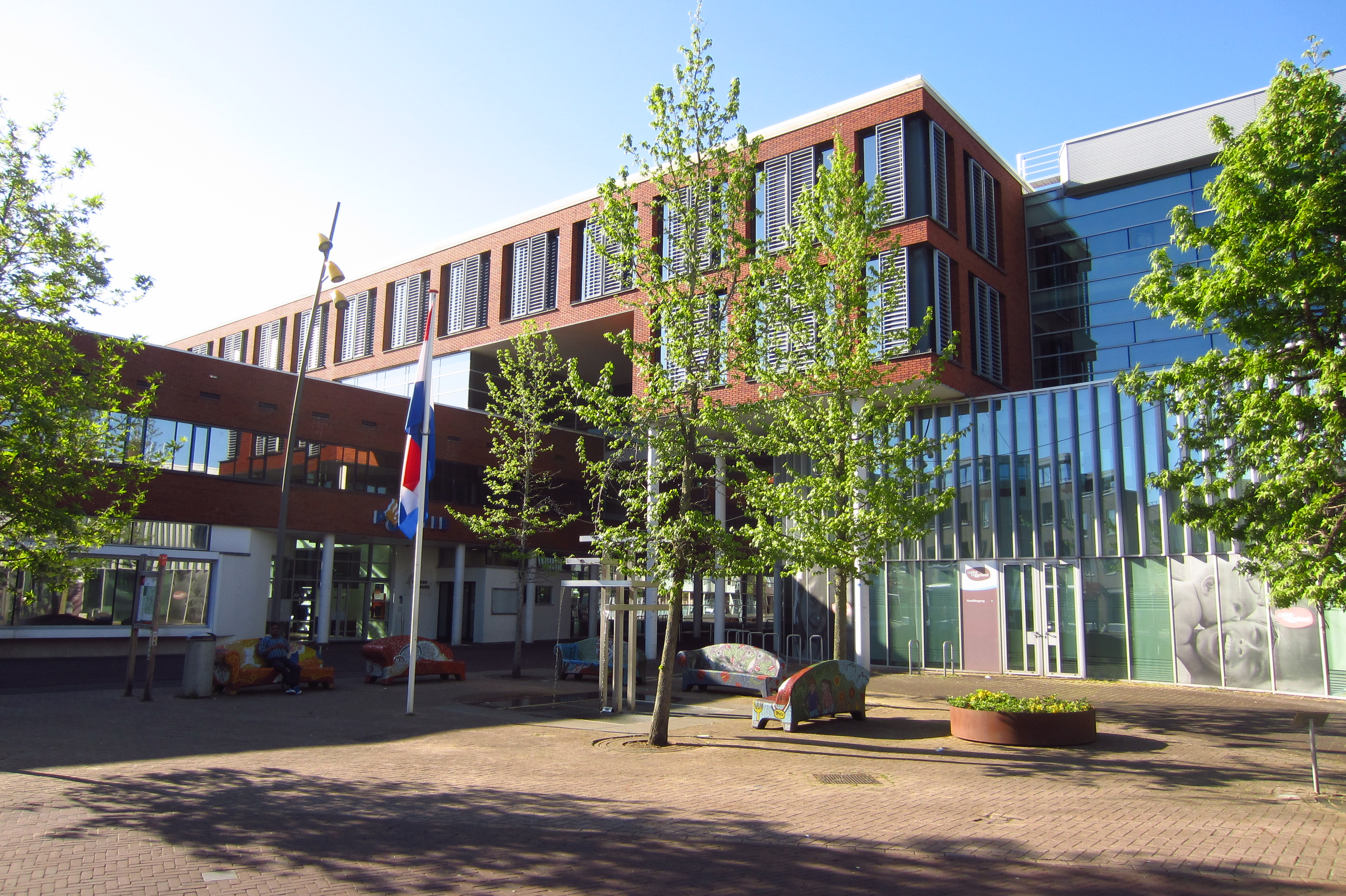

## Визначні мешканці
- Гінкелін Схредер (нар. 1984 у Горі) — нідерландська плавчиня, олімпійська чемпіонка 2008 року.